# All Eyez on Me
All Eyez On Me је први дупли албум у историји хип-хоп музике, објављен почетком 1996. године. Сматра се да је реч о једном од најутицајнијих албума у историји хип-хопа и врхунском достигнућу репа у 1990-им годинама. За само четири сата достигао је статус платинастог издања и стигао на прво место Билбордове Топ 200 листе. Један је од најпродаванијих хип-хоп албума у и до данас је 9 пута платинасти. 
All Eyez On Me је објављен након што је Шуг Најт, власник и директор Дет Ров Рекордс, платио кауцију од 1.400.000 долара и извукао Тупака из затвора, чиме је испунио део Тупаковог новог уговора саиздавачком кућом Death Row Records. По уговору Тупак је требало да сними три албума за своју нову издавачку кућу, а овај двоструки албум је представљао прва два издања. На албуму се налази 27 песама и завршен је за само две седмице. 
Већина песама на овом издању представља, у начелу гледајући, уздизање и слављење начина живота познатог под називом Таг Лајф. Иако се могу уочити неки делови где Шакур жали за својим некадашњим пријатељима, овај албум је далеко од 2Pacalypse Now, који је био много више социјално и политички свеснији. 
На албуму се појављују гости из група као што су Таг Лајф и Ди Аутлоз као и Снуп Дог, Др. Дре и неки други. Продуценти албума су били Џони Џеј , Дез Дилинџер и Др. Дре.
Оно што је специфично за овај албум је то да дискови носе ознаке Book 1 (Књига 1) и Book 2 (Књига 2).
Синглови објављени са овог албума су California Love, How Do U Want It, I Ain’t Mad At Cha, 2 Of Amerikaz Most Wanted, Life Goes On и All Bout U.

## Списак песама
BOOK 1
1. – 4:38
2. – 4:37
3. – 4:08
4. – 5:12
5. – 4:47
6. – 4:06
7. – 6:14
8. – 4:43
9. – 5:01
10. – 4:57
11. – 5:30
12. – 6:26
13. – 4:53
14. – 5:09

BOOK 2
1. – 5:31
2. – 3:52
3. – 4:55
4. – 4:18
5. – 5:09
6. – 5:07
7. – 5:14
8. – 4:39
9. – 4:14
10. – 5:08
11. – 5:16
12. – 4:28
13. – 3:58